# Guignol (Gaston Baty)
 (mai 2011).
Si vous disposez d'ouvrages ou d'articles de référence ou si vous connaissez des sites web de qualité traitant du thème abordé ici, merci de compléter l'article en donnant les références utiles à sa vérifiabilité et en les liant à la section « Notes et références ».
Guignol est un recueil de huit pièces du répertoire lyonnais ancien choisies, reconstituées et présentées par Gaston Baty.
La plupart des pièces sont en grande partie calquées sur celles du répertoire de Jean-Baptiste Onofrio, avec quelques ajouts de Baty (le plus souvent en ce qui concerne la grivoiserie des scènes).

## Pièces présentées dans le recueil
- La Racine d'Amérique
- Chantera, chantera pas
- Le Testament
- La Redingote
- Le Duel
- Au clair de la Lune
- La Consulte
- Le Déménagement